# Plouider
Plouider är en kommun i departementet Finistère i regionen Bretagne i västra Frankrike. Kommunen ligger i kantonen Lesneven som tillhör arrondissementet Brest. År 2022 hade Plouider 1 801 invånare.

## Befolkningsutveckling
Antalet invånare i kommunen Plouider
Referens:INSEE